# وانغ بو (لاعب كرة قدم)
وانغ بو (بالصينية: 王博) (8 مايو 1982 في الصين - ) هو لاعب كرة قدم صيني في مركز الدفاع. لعب مع نادي تشانغتشون ياتاي ونادي غوانغجو آر أند إف ونادي هينان جيانيي وInner Mongolia Zhongyou F.C. ‏ وشيامن بلو ليونز وLiaoning F.C. ‏.

## وصلات خارجية
- وانغ بو (لاعب كرة قدم) على موقع قاعدة بيانات كرة القدم.إي يو (الإنجليزية)
- وانغ بو (لاعب كرة قدم) على موقع Soccerway.com (الإنجليزية)